# O Canto da Sereia (minissérie)
O Canto da Sereia é uma minissérie brasileira produzida e exibida pela TV Globo de 8 a 11 de janeiro de 2013, em 4 capítulos.
Escrita por George Moura e Patrícia Andrade, livremente inspirada no romance homônimo de Nelson Motta, teve a colaboração de Sergio Goldenberg e supervisão de texto de Gloria Perez. A direção geral foi de José Luiz Villamarim e núcleo de Ricardo Waddington.
A minissérie tem como tema principal o carnaval baiano, tendo-se retratado a história de uma cantora popular que é assassinada misteriosamente em pleno carnaval, mobilizando assim uma investigação maior em torno do caso.
Contou com as atuações de Ísis Valverde, Marcos Palmeira, João Miguel, Fabíula Nascimento, Marcos Caruso, Marcelo Médici, Fábio Lago, Zezé Motta, Margareth Menezes, Gabriel Braga Nunes e Camila Morgado nos papeis principais.

## Enredo
Paulinho de Jesus decidiu ir para Salvador refazer sua vida, não imaginando encontrar em seu caminho uma mulher que fosse virar sua vida ao avesso. Quando ele avista Sereia saindo de uma consulta com Mãe Marina, o produtor musical se encanta por sua beleza e carisma e larga tudo para ir atrás dela.
Quem também não esperava por esse encontro era Sereia. A jovem, que acabara de ouvir de Mãe Marina que seu futuro seria de muito sucesso, fica impressionada ao saber que Paulinho trabalha no ramo musical e o convida para assisti-la cantando em um barzinho da cidade. Lá ele conhece Mara Moreira, publicitária amiga de Sereia que a acompanha nas apresentações.
Já perdidamente apaixonado por Sereia, Paulinho decide apostar na carreira da cantora e leva o amigo Tuta Tavares, um grande marqueteiro, para ouvi-la. Arrogante e irônico, ele não leva fé na jovem, mas aceita a proposta do produtor e resolve ajudá-lo com essa nova aposta musical.
No estúdio, Tuta não consegue tirar os olhos da jovem. Neste momento, começa a nascer o "mito Sereia". Mara, Tuta e Paulinho unem forças e, juntos, aprimoram a imagem daquela que, pouco tempo depois, se torna a maior musa pop do Brasil e rainha do axé. Os desejos do trio extrapolam uma simples parceria profissional e as relações pessoais entre eles trazem à tona uma mistura de sentimentos.
Entretanto, um fato misteriosamente acontece: Sereia, é assassinada em cima do trio elétrico, em plena terça-feira de carnaval em Salvador.
Mara vai em busca então de Augustão, o insaciável guarda costa da jovem. O motivo principal é que ela não quer que a intimidade da moça seja exposta por meio da investigação policial, já que as duas mantinham um caso e Mara confessa que Sereia havia descoberto que tinha um câncer na cabeça e estava nos últimos dias de vida.
Todos os que a cercavam são suspeitos do assassinato da moça e começa a investigação para desvendar o crime. Após as várias investigações e pesquisas, chega-se à confissão de que Só Love, por amor, matou a moça a pedido dela própria, por causa do câncer que havia descoberto, já que Sereia estava ciente que sua vida estava chegando ao fim. O crime é desvendado pelas pessoas que "andavam" com Sereia, mas a solução do crime nunca chega à polícia.
No final, Tuta é assassinado e o crime não é esclarecido; Mara muda-se de Salvador; Paulinho de Jesus se casa com Mãe Marina; o governador Jotabê continua com alta popularidade; Augustão continua trabalhando como detetive e confessa sentir saudade dos tempos em que trabalhou com a eterna musa do axé.

## Elenco
| Interprete          | Personagem                         |
| ------------------- | ---------------------------------- |
| Ísis Valverde       | Sereia Maria de Oliveira           |
| Marcos Palmeira     | Agostinho Matoso (Augustão)        |
| Camila Morgado      | Mara Moreira                       |
| João Miguel         | Beroaldo Alves (Só Love)           |
| Gabriel Braga Nunes | Paulo de Jesus (Paulinho)          |
| Fabíula Nascimento  | Marina de Oxum (Mãe Marina)        |
| Marcos Caruso       | Juracy Bandeira (Dr. Jotabê)       |
| Marcelo Médici      | Artur Tavares da Silva (Tuta)      |
| Fábio Lago          | Evaldo (Vavá de Zefa)              |
| Margareth Menezes   | Delegada Marta Pimenta             |
| Zezé Motta          | Celeste de Oxum (Tia Celeste)      |
| Guilherme Silva     | Jorge Luiz Santana (Jorge de Ogum) |
| Marcélia Cartaxo    | Salete                             |
| Frank Menezes       | Juarez                             |
| Val Perré           | Maicon Santos (Dedé)               |
| AC Costa            | Geraldo da Silva                   |
| Antônio Fábio       | Rúbens Marques (Marques)           |

## Exibição
Foi reexibida pela TV Globo no festival Luz, Câmera, 50 Anos no dia 6 de janeiro de 2015 no formato de longa-metragem, em comemoração aos 50 anos da emissora.
Foi reapresentada pelo Viva entre os dias 5 e 26 de fevereiro de 2022, substituindo Dercy de Verdade e sendo substituída por O Auto da Compadecida, com exibição aos sábados às 20h30.
Foi reexibida pela segunda vez na TV Globo dentro do Domingo Maior no dia 27 de abril de 2025, usando o mesmo formato de 2015, fazendo parte da maratona de 60 horas de especiais em comemoração ao sexagenário da emissora.

### Exibição internacional
| País                 | Canal          | Título local          | Estreia                | Final                 | Horário semanal  | Hora   | Ref    |
| -------------------- | -------------- | --------------------- | ---------------------- | --------------------- | ---------------- | ------ | ------ |
| Portugal             | Globo Portugal | O Canto da Sereia     | 22 de abril de 2013    | 25 de abril de 2013   | Segunda a Quinta | 22:30  | [ 24 ] |
| Austrália            | SBS            | Siren's Song          | 1 de julho de 2014     | 2 de julho de 2014    | Terça e Quarta   | 23:001 | [ 25 ] |
| Uruguai              | Teledoce       | El Canto de la Sirena | 13 de janeiro de 2015  | 22 de janeiro de 2015 | Terça e Quinta   | 22:45  | [ 26 ] |
| Portugal             | SIC            | O Canto da Sereia     | 12 de setembro de 2015 | 24 de outubro de 2015 | Sábado2          | 23:303 | [ 27 ] |
| Costa Rica           | Teletica       | El Canto de la Sirena | 18 de janeiro de 2016  | 21 de janeiro de 2016 | Segunda a Quinta | 00:30  | [ 28 ] |
| Estados Unidos       | Pasiones       | El Canto de la Sirena | 9 de outubro de 2016   | 9 de outubro de 2016  | Domingo          | 18:004 | [ 29 ] |
| Porto Rico           | Pasiones       | El Canto de la Sirena | 9 de outubro de 2016   | 9 de outubro de 2016  | Domingo          | 18:004 | [ 29 ] |
| Uruguai              | Teledoce       | El Canto de la Sirena | 1 de maio de 2020      | 1 de maio de 2020     | Sexta            | 23:005 | [ 30 ] |
| República Dominicana | Tele Antillas  | El Canto de la Sirena | 24 de março de 2021    |                       | Segunda a Sexta  | 22:00  | —      |
| Panamá               | Telemetro      | El Canto de la Sirena |                        |                       |                  |        | [ 31 ] |
| Nigéria              | MCN            | Siren's Song          |                        |                       |                  |        | [ 32 ] |

↑1  Exibida em capítulos duplos.
↑2  Transferida para os domingos a partir do dia 4 de outubro.
↑3  Transferida para as 00:00 a partir do dia 4 de outubro.
↑4  Exibida completa em apenas um dia.
↑5  Exibida completa em apenas um dia e em formato de filme.

## Produção
A gravação durou cerca de um mês na capital baiana, em que cerca de 70% das cenas foram realizadas em diversas locações em Salvador, como o antigo Palácio do Governo estadual, a Igreja do Santíssimo Sacramento da Rua do Passo, o largo do Farol da Barra, região do Centro Histórico, a Feira de São Joaquim e a Praça Castro Alves (onde ocorria o carnaval propriamente dito, com 800 figurantes).
A produção de arte confeccionou 500 abadás (400 dos quais foram confeccionados para o trio de Sereia), mil bastonetes, cinco bolões ("bolas grandes" para significado) e diversas credenciais de camarote; parte dos elementos de cena e dos figurinos usados foram oriundos de Salvador, outros foram trazidos do Rio de Janeiro. As gravações da minissérie também ocorreram no Parque Nacional Perito Moreno e em El Calafate, na Argentina.
Isis Valverde teve aulas de canto, prosódia e corpo para interpretar a personagem Sereia, desativando assim o playback - usando apenas a própria voz durante as gravações. Marcos Palmeira, para interpretar o personagem Augustão, ganhou peso, esteve em bares da Cidade Baixa e frequentou terreiros de candomblé. Camila Morgado conversou com a empresária Flora Gil e com a equipe de Ivete Sangalo.

## Recepção

### Repercussão
Segundo o colunista do UOL, Nilson Xavier, que mantém um blog sobre televisão, O Canto da Sereia foi considerada como um sucesso. Ele elogiou a atuação dos atores na minissérie. "Isis Valverde, por exemplo, apresentou uma Sereia intensa, enigmática e com ar pueril que nem de longe lembra a periguete do Divino (em referência a Suellen, personagem anterior de Ísis, na novela Avenida Brasil). O elenco e a direção segura foi o ponto alto desta estreia. Atores à vontade em seus personagens, com destaque para as interpretações de Ísis Valverde, Marcelo Médici, Fabíula Nascimento, Camila Morgado e João Miguel."
Patrícia Kogut elogiou a direção. "Quase todo o elenco foi visto recentemente no ar na emissora (se referindo a telenovela Avenida Brasil). Ainda assim, a sensação de frescor no trabalho dos atores provou que a mão de um diretor faz toda a diferença. Villamarim, que também esteve à frente de Avenida Brasil (assim como "Sereia", do núcleo de Ricardo Waddington), soube reinventar tudo. Além de Ísis, uma verdadeira estrela — na microssérie com um ar melancólico que a levou para quilômetros de distância de Suellen — todos estiveram ótimos. Camila Morgado deixou de lado a figura frágil de sempre e chegou a parecer pesada fisicamente com a sua Mara, a empresária dominadora e apaixonada pela cantora."
Patrícia Villalba, da VEJA, elogiou o elenco, os diretores, mas ponderou: "Mesmo com o auto-tune a todo vapor, Isis não parece cantar bem, muito menos tem a potência de uma Daniela Mercury ou uma Ivete Sangalo. Seria melhor, então, assumir o fato e preservar a ferveção do momento, ganhando pontos na reprodução do clima de “ao vivo”."
Fernando Oliveira, colunista do IG, elogiou a história. "Apesar de pueril (a protagonista assume a posição de paladina da Justiça e acusa um poderoso político de corrupção – ideia já explorada outras vezes, por meio de abordagens diversas), a história é bem amarrada. E conta com interpretações sólidas. Marcelo Médici e Camila Morgado, especialmente, destacaram-se desde as primeiras cenas."
Maurício Stycer, do UOL, destacou o roteiro. "Sem medo de confundir o público, o roteiro de George Moura e Patricia Andrade apresentou a história de forma não linear, em tempos diferentes, distribuindo indícios e pistas falsas sobre variados personagens que poderiam, de algum modo, ter cometido o crime contra a protagonista Sereia."
Já Tony Goes, do Folha de S. Paulo, comentou: "O programa tem uma fotografia fria e um tom melancólico que escapam do clichê de uma Salvador esfuziante."
Em referência ao final da série a jornalista Patrícia Kogut do O Globo, comentou: "“O canto da Sereia” chegou ao fim na última sexta-feira, mas ainda ecoa. Faltaram aqui algumas considerações, o que não quer dizer que o assunto ficará esgotado, dada a qualidade da produção. Não se pode deixar de dizer: as cenas de sexo — entre as personagens de Isis Valverde e Gabriel Braga Nunes (no segundo capítulo) e Camila Morgado e Marcos Palmeira (no dia seguinte) — foram da maior elegância, embora bem explícitas. Mérito da direção (José Luiz Villamarim), da fotografia (Walter Carvalho) e da edição. Falando nesses atores, todos, sem exceção, tiveram um desempenho espetacular. Camila Morgado mostrou um repertório ainda desconhecido para o público de televisão. Sua Mara impressionou. Num papel secundário, Fábio Lago, o assistente do investigador Augustão (Palmeira), foi outro destaque. João Miguel idem. "
A minissérie fez muito sucesso nas redes sociais, inspirando até a criação de memes como "Quem Matou Sereia?", que colocava como suspeitas as quatro principais musas do axé music atual: Ivete Sangalo, Cláudia Leitte, Daniela Mercury e Alinne Rosa (ex-vocalista do grupo Cheiro de Amor).
No mesmo ano de sua exibição a Globo Marcas lançou um DVD da minissérie, com 180 minutos de duração.

### Audiência
O Canto da Sereia estreou com 21 pontos e 48% de share (participação no número total de televisores ligados), uma terça-feira após o Big Brother Brasil. Nos episódios seguintes registrou 21 e 19 pontos.
O último capítulo de O Canto da Sereia marcou 24,5 pontos.  A média geral da minissérie foi de 21,5 pontos, sendo elogiada pelos telespectadores e crítica especializada.

#### Reprise
Foi reapresentada no dia 6 de janeiro de 2015, abrindo o festival Luz, Câmera, 50 Anos, em formato de longa-metragem. Exibida na terça, após Império, em duas horas e alguns minutos, a minissérie registrou 24 pontos de média, com 34 de pico e 46% de share, garantido novamente boa repercussão por parte do público.

### Controvérsias
Pouco antes da estreia da minissérie, um pastor evangélico publicou em sua página no Facebook uma imagem onde associava a história que envolve a personagem interpretada por Isis Valverde a referências ao candomblé, manifestando-se contra a temática religiosa do programa e pedindo seu boicote. O programa da Rede Record Domingo Espetacular exibiu uma reportagem especial repercutindo as críticas do pastor.
Alguns dos autores responderam às manifestações contra a minissérie. Walcyr Carrasco, que fez questão de defender a "liberdade de criação", frisando que sua próxima novela tratará de fé, independente de religião. Glória Perez também se manifestou, declarando: "Fizeram a mesma coisa com Salve Jorge! Que medo desse modo talibã de ser!".
O capítulo em que a personagem-título é assassinada também causou controvérsias. O capitão aposentado Raimundo Almeida do Nascimento não gostou de como a minissérie mostrou o carnaval baiano e sua cidade em geral. Ele entrou com uma representação no Ministério Público da Bahia (MP-BA), sentindo-se indignado com a forma com que o carnaval baiano fora retratado. "Ali não é o retrato da cidade. Eu moro aqui há anos e nunca vi um homicídio naquele contexto que é narrado em O Canto da Sereia", e que houve "falta de bom senso" ao descrever um crime hediondo utilizando "uma das maiores festas do mundo" como plano de fundo.
Também dividiu opiniões dos telespectadores. Alguns acham um grande risco a abordagem em pleno período da folia. Outros acham que a produção da Rede Globo, baseada no livro de Nelson Motta, não criam qualquer risco para as estrelas do axé na vida real. Na atração global, Sereia é assassinada com um tiro na Praça Castro Alves e várias pessoas são suspeitas do crime. Por conta disso, a segurança das cantoras do carnaval em 2013 foi reforçada.

### Prêmios e indicações
| Ano  | Prêmio                           | Categoria                                   | Indicação                                          | Resultado |
| ---- | -------------------------------- | ------------------------------------------- | -------------------------------------------------- | --------- |
| 2013 | Prêmio Extra de Televisão        | Melhor Figurino                             | Cao Albuquerque e Natália Duran                    | Indicado  |
| 2013 | Prêmio Globo Entretenimento      | Melhor Seriado/Minissérie                   | George Moura, Patrícia Andrade e Sérgio Goldenberg | Venceu    |
| 2014 | Prêmio Contigo! de TV            | Melhor Série ou Minissérie                  | George Moura, Patrícia Andrade e Sérgio Goldenberg | Indicado  |
| 2014 | Prêmio Contigo! de TV            | Melhor Atriz de Série e Minissérie          | Ísis Valverde                                      | Indicada  |
| 2014 | Seoul International Drama Awards | Melhor Minissérie                           | George Moura, Patrícia Andrade e Sérgio Goldenberg | Indicado  |
| 2014 | Prêmio ABC                       | Melhor Direção de Fotografia/Programa de TV | Walter Carvalho                                    | Venceu    |